# John Clare
Pour les articles homonymes, voir Clare.
John Clare est un poète romantique anglais, né le 13 juillet 1793 dans le village de Helpston dans le diocèse de Peterborough dans le Northamptonshire et mort le 20 mai 1864 au Northampton General Lunatic Asylum de Northampton. Il est avec John Keats et William Wordsworth un des poètes les plus importants de sa génération. Il est surtout connu pour son amour de la ruralité et sa vision éclairée de la campagne anglaise.
Fils d'un ouvrier agricole et défenseur du système de l'openfield contre celui des enclosures, il est au XXe siècle considéré comme un poète représentant la classe ouvrière anglaise.

## Biographie
John Clare est un poète né le 13 juillet 1793 dans le Northamptonshire en Angleterre.
Il passe son enfance dans les champs et les bois, gardant les oies et les moutons. Il devient fermier comme son père.
Il quitte l'école à douze ans, mais sa passion pour la lecture et le chant développe son talent poétique.
En 1818, ses premiers sonnets attirent l'attention du libraire Edward Drury qui l'encourage à publier ses œuvres.
Il publie en 1820 sa première collection, Poems Descriptive of Rural Life and Scenery grâce à laquelle il devient célèbre.
Il se rend à Londres[Quand ?] pour la première fois, où il est accueilli dans les milieux littéraires. Lord Rastock lui offre sa protection et un revenu annuel.
Il publie son deuxième livre l'année suivante : The Village Minstrel, 1821.
Il publie encore La Muse Rurale (The Rural Muse, 1835).
Victime d'hallucinations quotidiennes, il est admis à l'Hôpital psychiatrique général de Northampton en 1841. Au cours de ses crises, il voit Mary Joyce (son premier amour perdu), lui parle et compose des poèmes pour elle.
Il tombe graduellement dans la folie et décède le 19 mai 1864 dans l'indifférence générale.
Au XXe siècle, il est considéré comme un poète représentant la classe ouvrière anglaise.

## Œuvres
- Poems Descriptive of Rural Life and Scenery. London, 1820.
- The Village Minstrel, and Other Poems. London, 1821.
- The Shepherd's Calendar with Village Stories and Other Poems. London, 1827
- The Rural Muse. London, 1835.
- Sonnet. London 1841
- First Love
- Snow Storm
- The Firetail
- The Badger

## Éditions modernes
- Williams, M. et R. Williams, eds. John Clare: Selected Poetry and Prose, London, Methuen, 1986  (ISBN 0 416 41120 7)
- Summerfield, Geoffrey, ed. John Clare. Selected Poems. London, Penguin Classics, 2000  (ISBN 0-14-043724-X)
- Robinson, Eric et David Powell, eds. John Clare. Major Works. Oxford, OUP, 2008  (ISBN 0199549796)

## Traductions françaises
- Leyris, Pierre, trad. Poèmes et Proses de la folie de John Clare. Paris, Mercure de France, 1969  (ISBN 0050014447)
- Saliba, Pascal, trad. Voyage hors des limites de l’Essex & autres textes autobiographiques. Montpellier, Grèges, 2016  (ISBN 2-9515180-6-4)